# Joona Toivio
Joona Toivio (Sipoo, 10 maart 1988) is een Fins voetballer die doorgaans als verdediger speelt. Hij verruilde Termalica Nieciecza in augustus 2018 transfervrij voor BK Häcken. Toivio debuteerde in 2011 in het Fins voetbalelftal.

## Clubcarrière
Toivio speelde Klubi-04 tot hij in 2007 bij AZ kwam. Bij AZ kwam hij alleen uit in het belofte-elftal en in het kader van het samenwerkingsverband met Telstar werd hij verhuurd aan de club uit Velsen. Bij Telstar werd Toivio basisspeler en de verdediger speelde 51 wedstrijden in de Eerste divisie voordat AZ hem begin 2010 verkocht aan de Zweedse club Djurgårdens IF. Toivio was drie seizoenen lang een vaste waarde in het basiselftal van Djurgårdens en speelde in totaal meer dan negentig wedstrijden voor de club. In maart 2013 tekende hij een contract bij Molde FK, waarvoor hij op 15 maart 2013 in de uitwedstrijd tegen Viking FK (2–1 verlies) zijn competitiedebuut maakte. In zijn tweede seizoen bij Molde won Toivio met de club de Noorse landstitel. Per 1 februari 2018 ging hij naar het Poolse Bruk-Bet Termalica Nieciecza. Dit verliet hij zes maanden en negen wedstrijden later transfervrij voor BK Häcken.

## Interlandcarrière
Toivio maakte op 9 februari 2011 onder interim-bondscoach Markku Kanerva zijn debuut in het Fins voetbalelftal, als basisspeler in de oefenwinterland tegen België (1–1). Die dag maakten ook Hannu Patronen, Ilja Venäläinen, Riku Riski en Sebastian Mannström voor het eerst hun opwachting in de A-ploeg van Finland. Toivio behoorde vanaf dat moment bijna standaard tot de Finse nationale selectie. Hij maakte op 7 oktober 2011 voor het eerst een interlanddoelpunt. Hij bracht Finland toen op 1–2 in een met diezelfde cijfers verloren kwalificatiewedstrijd voor het EK 2012 in en tegen Zweden. Toivio droeg in 2012 gedurende vier interlands de aanvoerdersband. Hij kwalificeerde zich in 2019 met zijn landgenoten voor het EK 2020, het eerste eindtoernooi waarvoor Finland zich ooit plaatste. Hij stond in alle tien de wedstrijden van de Finnen in de kwalificatiereeks in de basis.

## Erelijst
| Competitie           | Aantal   | Jaren      |          |          |
| Molde FK             | Molde FK | Molde FK   | Molde FK | Molde FK |
| -------------------- | -------- | ---------- | -------- | -------- |
| Kampioen Tippeligaen | 1x       | 2014       |          |          |
| Beker van Noorwegen  | 2x       | 2013, 2014 |          |          |
| BK Häcken            |          |            |          |          |
| Beker van Zweden     | 1x       | 2018/19    |          |          |